# من و ما (آلبوم)
من و ما نام آلبوم گروهی با سبک پاپ است که در شهریور ۹۳ در ۱۱ قطعه منتشر شد.

## فهرست آهنگ‌ها
| R  | نام آهنگ            | خواننده       | ترانه           | آهنگ           | تنظیم       |
| -- | ------------------- | ------------- | --------------- | -------------- | ----------- |
| ۱  | دیگه دوسم نداره     | محسن چاوشی    | حسین صفا        | محسن چاوشی     | محسن چاوشی  |
| ۲  | بذار بگن            | سینا حجازی    | سینا حجازی      | سینا حجازی     | سینا حجازی  |
| ۳  | قلبم رو تکراره      | مرتضی پاشایی  | مهرزاد امیرخانی | مرتضی پاشایی   | سعید زمانی  |
| ۴  | مقدس                | شهرام شکوهی   | علی بحرینی      | میلاد ترابی    | میلاد ترابی |
| ۵  | دریا                | ایمان قیاسی   | حسین صفا        | محسن چاوشی     | محسن چاوشی  |
| ۶  | خدا به همرات        | مهدی یراحی    | امیرعلی بهادری  | امیرعلی بهادری | آرون حسینی  |
| ۷  | گل رز               | علی لهراسبی   | مهرزاد امیرخانی | حسین قربانپور  | مهران عباسی |
| ۸  | فال                 | رضا صادقی     | حسین غفاری      | حسین غفاری     | انوش تقوی   |
| ۹  | مثل اون روزا        | امیر مسعود    | امیر مسعود      | امیر مسعود     | امیر مسعود  |
| ۱۰ | عاشق چشماتم         | احسان حق شناس | امیر یگانه      | امیر یگانه     | امیر یگانه  |
| ۱۱ | از اون روزی که رفتی | عرفان معماری  | عرفان معماری    | امیر مسعود     | امیر مسعود  |